# Ingurgitamento mamário
O ingurgitamento mamário ocorre quando as mamas estão excessivamente cheias de leite. Pode haver dor e as mamas podem ficar rígidas. O mamilo também pode ficar achatado, o que pode dificultar a amamentação. Geralmente inicia-se dias após o parto e afeta ambas as mamas. As complicações incluem mastite, fissuras nos mamilos ou interrupção da amamentação.
Geralmente ocorre devido à remoção insuficiente do leite materno. Isso pode acontecer devido à amamentação insuficiente, alimentação ineficaz ou produção excessiva de leite. Outros fatores de risco podem incluir implantes mamários.
Pode melhorar com a amamentação ou remoção de um pouco do leite com as mãos. Contudo, retirá-lo manualmente pode aumentar a produção de leite. Outras medidas podem incluir um sutiã feito especificamente para a amamentação, tomar ibuprofeno ou paracetamol ou aplicar compressas de gel ou folhas de repolho. Geralmente os sintomas melhoram 2 semanas após o parto. Cerca de 15% a 50% das mulheres são afetadas.